# Gardouch
Gardouch är en kommun i departementet Haute-Garonne i regionen Occitanien i södra Frankrike. Kommunen ligger i kantonen Villefranche-de-Lauragais som tillhör arrondissementet Toulouse. År 2022 hade Gardouch 1 360 invånare.

## Befolkningsutveckling
Antalet invånare i kommunen Gardouch
Referens:INSEE